# Miljöpsykologi
Miljöpsykologi är ett tvärvetenskapligt område inom psykologin och beteendevetenskapen som studerar samspelet mellan en människa och dennes omgivning. Forskning och utbildning inom området behandlar såväl samspelet med den sociala som den fysiska miljön och syftar till att förbättra miljöerna och människans samverkan med dem.